# Flatormenis nefuscata
Flatormenis nefuscata är en insektsart som först beskrevs av Caldwell och Martorell 1923.  Flatormenis nefuscata ingår i släktet Flatormenis och familjen Flatidae. Utöver nominatformen finns också underarten F. n. amplata.